# Gerardus Heymans

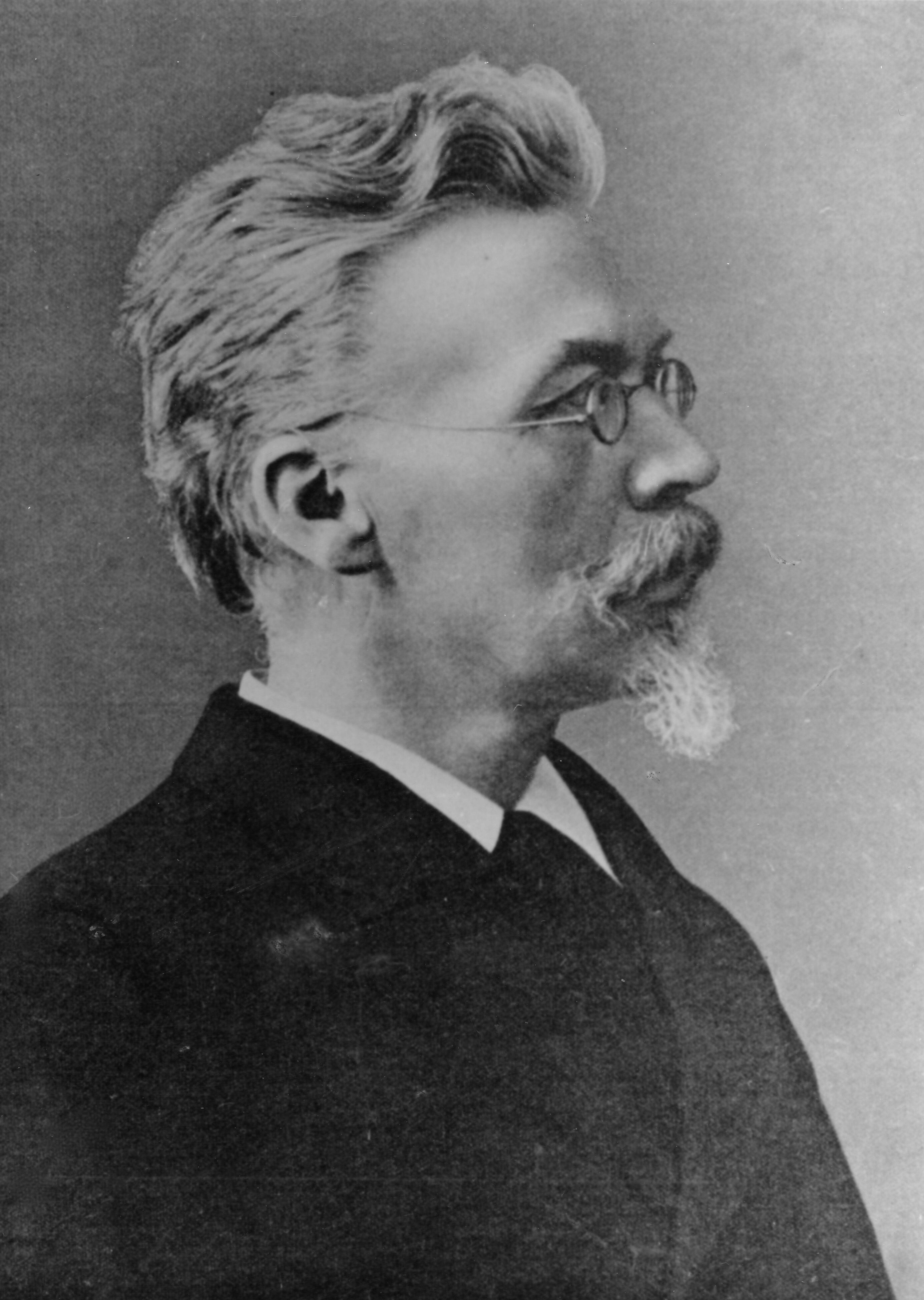
Gerardus Heymans

Gerardus Heymans, född 1857, död 1930, var en nederländsk filosof.
Heymans idkade studier i Leiden och Freiburg im Breisgau, och blev professor i filosofi och psykologi i Groningen 1890. Genom att på alla områden tillämpa empiriskt-analytiska metoder har Heymans förts till "antiempiriska resultat", i kunskapsteoretiskt avseende befryndade med Kants. I metafysiken ansluter han sig till en psykisk monism, som låter alla enskilda medvetanden omslutas av ett "världsmedvetande". Inom etiken bestrider han den fri viljan och har som experimentalpsykolog behandlat de optiskt-geometriska synvillorna, psykiska hämningar, depersonalisation. Heymans huvudarbeten var Die Gesetze und Elemente des wissenschaftlichen Denkens (1890, 3:e upplagan 1915) och Einfürhrung in die Ethik (1914).